# Masdevallia proboscoidea
Masdevallia proboscoidea är en orkidéart som beskrevs av Carlyle August Luer och V.N.M.Rao. Masdevallia proboscoidea ingår i släktet Masdevallia och familjen orkidéer. Inga underarter finns listade i Catalogue of Life.